# Blank & Jones
Blank & Jones è un duo tedesco di produttori di musica elettronica, costituito dai DJ Jan Pieter Blank (Piet Blank) e René Runge (Jaspa Jones).

## Discografia

### Album
- In Da Mix 1999
- DJ Culture 2000
- Nightclubbing 2001
- Substance 2002
- Relax 2003
- Monument 2004
- Relax - Edition Two 2005
- The Singles 2006
- Relax - Edition Three 2007
- The Logic Of Pleasure 2008
- Relax - Edition Four 2009
- Reordered 2009 con Mark Reeder
- Relax - Edition Five 2010
- Relax - Edition Six 2011
- Relax - Edition Seven 2012

### Remix famosi
- Iguana 1999, singolo di Mauro Picotto.
- Home and Dry 2002, singolo dei Pet Shop Boys che compare nell'album Disco 3.
- Love Comes Quickly 2003, remake del singolo del 1986 dei Pet Shop Boys che compare nella versione speciale della raccolta PopArt: Pet Shop Boys - The Hits.